# Castelo Marroquín
O Castillo Marroquín localiza-se na região de La Caro, no município de Chía, Cundinamarca Colombia.

## História
Este castelo foi erguido por volta de 1902, na fazenda do ex-presidente José Manuel Marroquín, por seu filho, Lorenzo Marroquín Osorio, sob a direção do arquitecto francês Gastón Lelarge e a colaboração dos mestres Julián Lombana e Demetrio Chávez.
Em 1952 passou por uma restauração, a cargo de Roberto Restrepo.
Ao final da década de 1980, o castelo passou para as mãos de Juan Camilo Zapata Vásquez, que faleceu em 1993. Os seus herdeiros deliberaram alugá-lo para a realização de festas com música electrónica, até que, em Março de 2005, o castelo foi confiscado à família Zapata pela Justiça Espanhola pelas vinculações desta com o Cartel de Medellín.
Actualmente, o castelo encontrava-se em restauração, visando requalificá-lo em património cultural e rentabilizá-lo, alugando-o como Centro de Convenções.